# سزیم یدید
سزیم یدید (CsI) یک نوع ترکیب یونی است که از ترکیب سزیم و ید تشکیل شده‌است.